# Antonio Marín Ruz
Antonio Marín Ruz (Córdoba, España, 9 de abril de 1951) es un exfutbolista español que se desempeñaba como defensa.

## Clubes
| Club                   | País   | Año       |
| ---------------------- | ------ | --------- |
| Córdoba Club de Fútbol | España | 1972-1978 |